# Budini
De Budini (Grieks: Βουδίνοι, Boudinoi) waren een door Herodotus in zijn Historiën genoemd volk in het huidige Noordoost-Oekraïne en het aansluitende deel van Rusland.
Ze woonden in de uitgestrekte woudsteppen ten noorden van de Scythen aan de rivier Tanais (Don) en ten oosten van de Neuri. De Budini steunden de Scythen toen deze in de 6e eeuw v.Chr. door Darius I aangevallen werden.
Herodotus beschrijft de Budini als een talrijk volk, allen rossig met blauwe ogen en met een nomadische levensstijl. Hun belangrijkste activiteiten waren jacht en visserij.
Terwijl de Budini als de oorspronkelijke bewoners worden vermeld, werd hun land ook bewoond door een ander, landbouwend volk, de Geloni. Volgens Herodotus waren dit Hellenen (met een taal "half Grieks, half Scythisch") die vanuit het zuiden in het land van de Budini waren getrokken. Hun hoofdstad was Gelonos, door sommige archeologen geïdentificeerd met vondsten bij Bilsk, Oblast Poltava. Ook van de Neuri wordt vermeld dat zij "in het land van de Budini" woonden, hetgeen aangeeft dat de Budini als substraat over een groot gebied verspreid leefden.
De Budini zijn wel geassocieerd met de Joechnovocultuur die zich van de Desna in Noord-Oekraïne tot aan de bovenloop van de Oka in Rusland strekte. Ook zijn ze voorgesteld als mogelijke voorouders van de Oedmoerten, die later verder naar het noorden gedreven zouden worden.